# جزر الأنتيل الهولندية
جزر الأنتيل الهولندية كانت دولة مستقلة ترتبط باتحاد مع سورينام وهولندا على الكومنولث البريطاني، اكتشفها كريستوفر كولومبوس سنة (899 هـ - 1492 م) واحتلتها إسبانيا في القرن الخامس عشر الميلادي، ثم أعقبتها هولندا في احتلال تدريجي لجزر الأنتيل على فترات بدأ مند سنة (1044هـ - 1634 م) وتمت سيطرتها على الجزر في سنة (1231 هـ -1854 م) ومكث الاحتلال الهولندي لجزر الأنتيل حتى سنة (1374 هـ - 1954 م)، وعندما استقلت الجزر وجمع شتاتها في دولة واحدة متحدة مع سورينام المستعمرة الهولندية السابقة.
خضعت جزر الأنتيل للاستعمار الإسباني منذ أن اكتشفها البحارة الإسبان عام 1499. وفي بداية القرن السابع عشر التجأت إليها مجموعات من القراصنة الهولنديين الذين بدؤوا يهاجمون السفن الإسبانية، ثم ما لبثوا في عام 1634 أن أحكموا سيطرتهم على كل المنطقة وألحقوها بالتاج الهولندي رغم تمتعها بنوع من الحكم الداخلي الذاتي الذي يفترض أن يؤدي إلى منحها الاستقلال الكامل في سنة 1980.
برزت أهمية هذه الجزر الاستراتيجية بعد شق قناة بنما في بداية القرن العشرين واكتشاف النفط بالقرب من الشواطئ الفنزويلية المتاخمة لها.
في سنة 1954 أصدرت الحكومة الهولندية مرسوما منحت بموجبه الجزر الأنتيلية حكما ذاتيا داخليا، إلا أن هذا الإجراء لم يخفف من حدة المطالب الوطنية بالاستقلال فوقعت في سنة 1969 انتفاضة عمالية وشعبية في العاصمة ويلمستاد اضطرت الحكومة الهولندية على إثرها إلى إرسال بعض وحداتها العسكرية لقمعها.
استقال رئيس الحكومة المحلية بعد ذلك، وانشق الحزب الحكومي، وهو «الحزب الديموقراطي»، إلى عدة أجنحة. ثم ألفت حكومة اشتراكية ما لبثت أن أُقيلت بعد تعيين حاكم جديد للجزر في سنة 1970. كما استقال الحكومة التي تبعتها في سنة 1971 على إثر فشل الهيئة التشريعية في الاتفاق على سياسة مالية موحدة.
في تلك الأثناء كان النضال من أجل الاستقلال عن هولندا يتصاعد باستمرار، مما اضطر الحكومة الهولندية إلى الدخول في مفاوضات مع ممثلي الجزر للاتفاق على تاريخ الاستقلال وعلى شكل الدولة المقبل.
و قد أجريت نتيجة ذلك انتخابات تشريعية في سنة 1977، نال فيها الحزب الديموقراطي معظم المقاعد وشكل على أثرها حكومة اتحادية قاطعتاها الأحزاب الانفصالية في جزيرة أروبا. إلا أن هذه المعارضة لم تحل دون ممارسة الهئة التشريعية مهامها.
وافقت الحكومة الجديدة في برنامجها الوزاري الذي نشر في شهر أغسطس 1977 على منح كل من الجزر الست دستور منفصلا بالإضافة إلى الدستور الوطني الاتحادي وتحويل كل مسائل النزاع إلى محكمة مستقلة للنظر فيها. واحتفظ الدستور الوطني للحكومة الاتحادية بصلاحية الإشراف على الشرطة والبريد والمواصلات اللاسلكية والقضايا المالية والجمارك. كما عين لكل من جزيرتي سابا وسان يوستاشياس ممثلان في الهيئة التشريعية لهما صفة المراقبين المؤقتين. أما بالنسبة للاستقلال الكامل فقد اتفق على أن يعلن في سنة 1980.

## النظام السياسي
يعين التاج الهولندي حاكما عاما على الجزر يكون ممثلا للتاج الهولندي ومسؤولا عن السياسة الخارجية للجزر ويعاونه في مهماته مجلس استشاري. أما الشؤون الداخلية فيتولاها مجلس الوزراء الذي يكون مسؤولا أمام الهيئة التشريعية المؤلفة من 22 عضو منتخب بواسطة الاقتراع العام. ويتولى إدارة الجزر الأربع كوراساو، وأوروبا، وبونير، وجزر ويندوارد مجلس تنفيذي ومجلس الجزيرة ونائب الحاكم العام.

## الشؤون الاقتصادية
ليس للزراعة أهمية كبيرة في جزر الأنتيل الهولندية إذا ما قيست بغيرها من القطاعات الاقتصادية. إلا أن الحكومة تعمل على تطوير المزارع وتربية المواشي وتكثير البساتين على أنواعها. أهم المنتجات هي الصبار (تعتبر بونير أهم مصدرة للصبار) والموز والجوز المطحون والفاصوليا والخضار الطازجة والفواكه الاستوائية.
أما الصناعة فتؤمن أكثر من ثلث صافي الدخل القومي. وأهم الصناعات هي تكرير النفط. وقد أصبحت كوراساو وأروبا رائدين في هذا المجال بعد تطور صناعة النفط الفنزويلية. وأكبر الشركات العاملة في الجزر هي شركة «شل» في كوراساو، وشركة «لاغو» في أروبا. وتؤمن صناعة النفط 95% من قيمة صادرات الجزر الأنتيلية.
قامت الحكومة بتنفيذ خطة تنمية (1962-1976) موّلتها هولندا بهدف تنويع الاقتصاد. فعملت على تشجيع الصناعات غير النفطية فتم في أواخر الستينات بناء وتشغيل مصنع للأدوات الإلكترونية. كما أنشئ في كوراساو واحد من أكبر أحواض السفن في النصف الغربي من الكرة الأرضية. وفي جزيرتي أروبا وكوراساو خطان لنقل النفط بواسطة السفن وآخر في بونير.

## المواصلات
تتمتع جزر الأنتيل الهولندية بشبكة جيدة من الطرقات. ولدى كل جزيرة ميناء ومطار، كما توجد مطارات دولية في كل من كوراساو، وأروبا وسان مارتن. بينما تستعمل مطارات بونير، وسان بوستاشياس وسابا للمواصلات الداخلية بين الجزر فقط.

## الموقع
تتكون جزر الأنتيل من مجموعتين، مجموعة قريبة من الساحل الشمالي لأمريكا الجنوبية على مقربة من فنزويلا، وتتكون هذه المجموعة من جزر كوراساو، وبونير، وجزيرة أروبا وتعرف هذه المجموعة بجزر ليوارد وهذه المجموعة في جنوب البحر الكاريبي وعلى مقربة من شمال غرب فنزويلا، والمجموعة الثانية تتكون من جزر الأنتيل الهولندية في شرقي البحر الكاريبي، وتبعد عن المجموعة بحوالي 900 كيلو متر، وتتكون من جزيرتي سان أوستاشيو وسبأ أو سابا، وقسم من جزيرة سان مارتن، والدولة صغيرة المساحة فلا تزيد عن ألف وعشرين كيلو مترأً، وتتكون من عدد من الجزر المتباعدة المبعثرة، وجملة سكانها في سنة (1408هـ - 1988 م)، 270 ألف نسمة وعاصمتها ويلمستاد، وتوجد في جزيرة كوراساو، وتضم العاصمة نصف سكان الانتيل الهولندية.

## الأرض
معظم أرض جزر الأنتيل الهولندية من تكوينات بركانية وبعضها من التكوينات المرجانية، والمنطقة مدارية المناخ حيث الطراز المداري الرطب المعتدل، وترتفع معدلات الحرارة بالجزيرة الجنوبية، والجزر الشمالية أكثر أمطاراً.

## السكان
السكان خليط يتكون من أغلبية تعود إلى أصول أفريقية، جاء بهم الهولنديون كرقيق للعمل بمزارع الجزر، وقد وفدوا إليها على مراحل، وهناك أقلية باقية من الهنود الأمريكين من قبائل الكاريب والآراوك بعد أن أبادهم الأسبان والهولنديون، وخمس السكان من خليط أوروبي، واللغة الهولندية رسمية بالبلاد، وهناك لغة محلية عبارة عن خليط من الإسبانية والهولندية والبرتغالية وتسمي (بييامنتو) وتكتب بها الصحف المحلية، وتنتشر الإنجليزية بين سكان الجزر الشمالية.

## الدين

### المسيحية

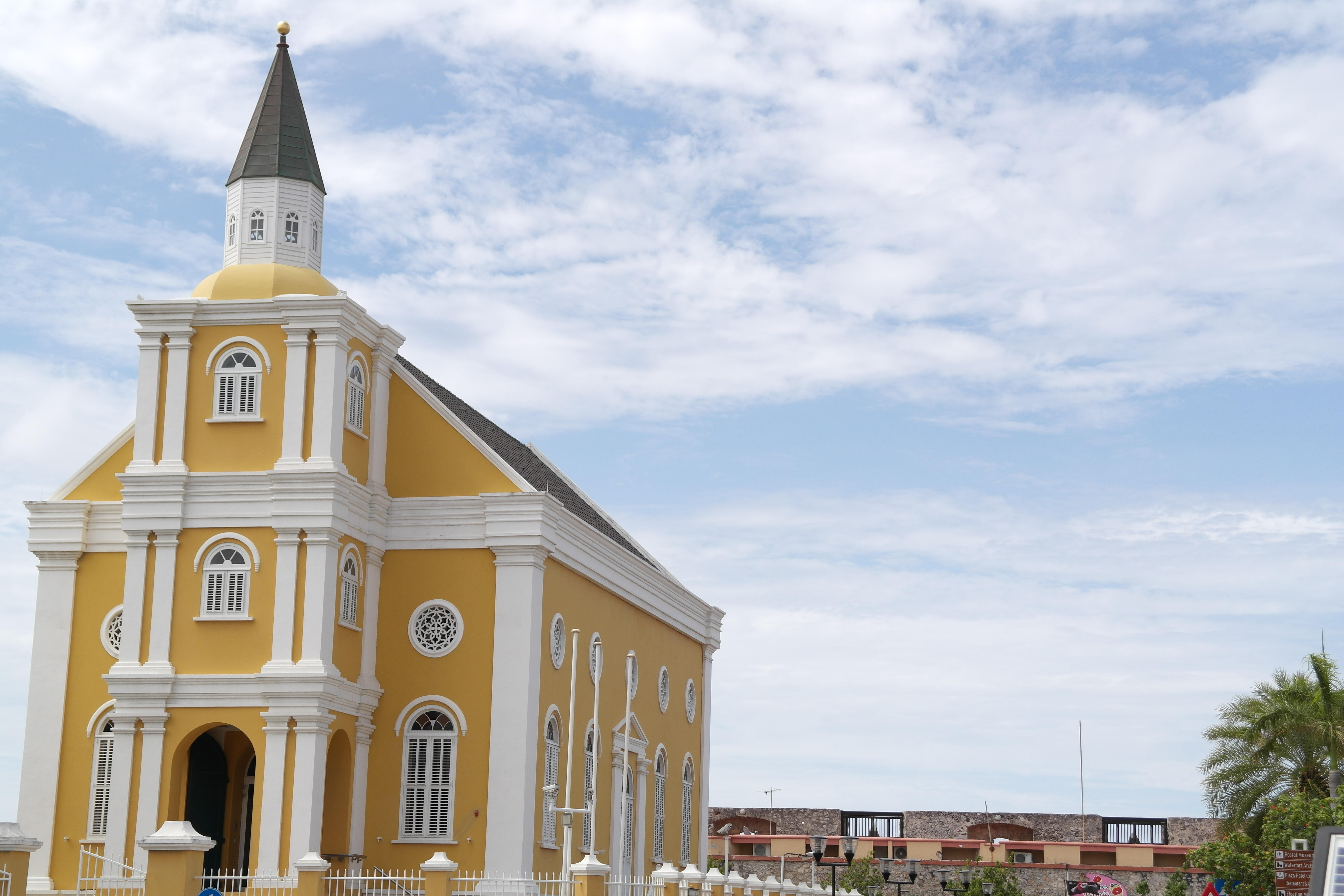
كنيسة عمانوئيل في كوراساو.

يعتنق أغلب سكان جزر الأنتيل الهولندية المسيحية دينًا على المذهب الروماني الكاثوليكي في بونير وكوراساو وسابا، وعلى المذهب البروتستانتي في سينت مارتن وسينت أوستاتيوس.

## النشاط السكاني
تزاول الزراعة في بعض الجزر، حيث ينتج قصب السكر، والقطن، والموز (السرغوم) ومن الأنشطة الاقتصادية صيد الأسماك
والسياحة من الحرف الهامة بهذه الجزيرة، كذلك الرعي، غير أن دعامة اقتصاد جزر الأنتيل الهولندية تتمثل في تكرير النفط الذي يأتيها من فنزويلا، ويكرر في جزيرتي كورساو وأوروبا، ولهذا أصبحت جزر الأنتيل العاشر في العالم للمشتقات النفطية، ووصلت طاقة التكرير بها إلى خمسين مليوناً من الأطنان سنوياً.

## المصدر
- موسوعة السياسة، المؤسسة العربية للدراسات والنشر، الطبعة الثالثة، 1990، الجزء الأول ص349.
- الأقليات المسلمة في الأمريكتين والبحر الكاريبي – سيد عبد المجيد بكر.

## وصلات خارجية
- طرق حماية الموانئ والسكان بكل سواحل جزر الهند من 1694. الصفحات الخمس الأخيرة من الكتاب هي حول الحياة والاقتصاد والثقافة لجزر الأنتيل الهولندية.